# کیوکو یوشین
کیوکو یوشین (انگلیسی: Kyoko Yoshine؛ زادهٔ ۲۸ فوریهٔ ۱۹۹۷) بازیگر اهل ژاپن است.